# Евецко-Николаевка
Евецко-Николаевка (укр. Євецько-Миколаївка) — село в Губинихском поселковом совете Новомосковского района Днепропетровской области Украины.
Код КОАТУУ — 1223255601. Население по переписи 2001 года составляло 352 человека.

## Географическое положение
Село Евецко-Николаевка находится в 2-х км от правого берега реки Самара, выше по течению на расстоянии в 2 км расположено село Ивано-Михайловка, ниже по течению на расстоянии в 6 км расположено село Вольное. По селу протекает пересыхающий ручей с запрудой. К селу примыкает лесной массив (белая акация, вяз).